# 목포유달초등학교 율도분교
목포유달초등학교 율도분교는 대한민국 전라남도 목포시에 있었던 공립 초등학교이다.

## 학교 연혁
- 1952년 9월 20일: 무안군 율도국민학교 개교
- 1963년 1월 1일: 목포시 편입으로 목포율도국민학교로 개칭
- 1984년 3월 1일: 병설유치원 개원
- 1994년 3월 1일: 목포유달초등학교 율도분교장으로 격하
- 2011년 3월 1일: 율도분교장 병설유치원 휴원
- 2012년 3월 1일: 율도분교장 휴교
- 2021년 2월 28일: 폐교[1]

## 참고 자료
- 목포유달초등학교율도분교장 - 한국교육학술정보원 학교알리미